# Clan Kyōke
Le clan Kyōke est un clan japonais fondé par Fujiwara no Maro et branche cadette du clan Fujiwara.
Maro a trois frères : Fujiwara no Muchimaro, Fusasaki et Umakai. Ces quatre frères sont connus pour avoir fondé les « quatre maisons » des Fujiwara.

## Source de la traduction
- (en) Cet article est partiellement ou en totalité issu de l’article de Wikipédia en anglais intitulé « Kyōke » (voir la liste des auteurs).